# Kiefernnadel-Scheidenrüssler
Der Kiefernnadel-Scheidenrüssler (Brachonyx pineti) ist ein Käfer aus der Familie der Rüsselkäfer (Curculionidae). Die Art wurde 1792 von dem schwedischen Entomologen Gustaf von Paykull als Curculio pineti erstmals beschrieben.

## Merkmale

### Imago
Die 2,3–2,6 mm langen Käfer sind überwiegend braunrot gefärbt. Im Folgenden eine Beschreibung nach Arved Lompe und Gustav Adolf Lohse (Webseite coleonet.de). Rüssel und Brust der Käfer sind schwärzlich. Kopf, Halsschild, Fühlerkeule und Tarsen sind angedunkelt. Kopf, Halsschild und die Ventralseite der Käfer sind mäßig dicht mit kräftigen weißen Schuppenhaaren bedeckt. Die Flügeldecken weisen etwas feinere und kürzere weißlich-gelbe Schuppenhaare auf. Die Käfer besitzen einen kurzen Kopf. Der Halsschild ist quer ausgerichtet. Er ist vorne leicht gerundet verengt. Weiterhin weist der Halsschild eine dichte und kräftige Punktierung auf. Über die Flügeldecken verlaufen ausgeprägte Punktstreifen.

### Larve
Die Larven erreichen einschließlich Kopf eine Länge von 2,5 mm. Sie sind gelb gefärbt.

### Puppe
Die Puppen sind gelb gefärbt.

## Verbreitung
Brachonyx pineti ist in Europa weit verbreitet und nicht selten, insbesondere in Mitteleuropa und in Fennoskandinavien. In Südost-England und in Schottland ist die Art ebenfalls vertreten. In Irland fehlt die Art. Im Mittelmeerraum fehlt die Art weitgehend. Dort kommt sie nur entlang der südfranzösischen Küste sowie in den Pyrenäen vor. Im Osten reicht das Verbreitungsgebiet bis in den europäischen Teil Russlands.

## Lebensweise
Als Wirtsarten von Brachonyx pineti werden genannt: Die Waldkiefer (Pinus sylvestris), die Bergföhre (Pinus mugo), die Aufrechte Bergföhre (Pinus uncinata) sowie die Schwarzkiefer (Pinus nigra). Nach der Überwinterung in der Laubstreu legen die Weibchen ihre Eier in die schwellenden Kiefernknospen ab, ein Ei pro zukünftiger Kiefernnadel. Die Käferlarven minieren von Mai bis Juli im Inneren junger Kiefernnadeln. Die Larven verpuppen sich in der Nadelscheide. Ab dem Sommer nagen die Jungkäfer winzige Löcher in die Kiefernnadeln.

## Bilder

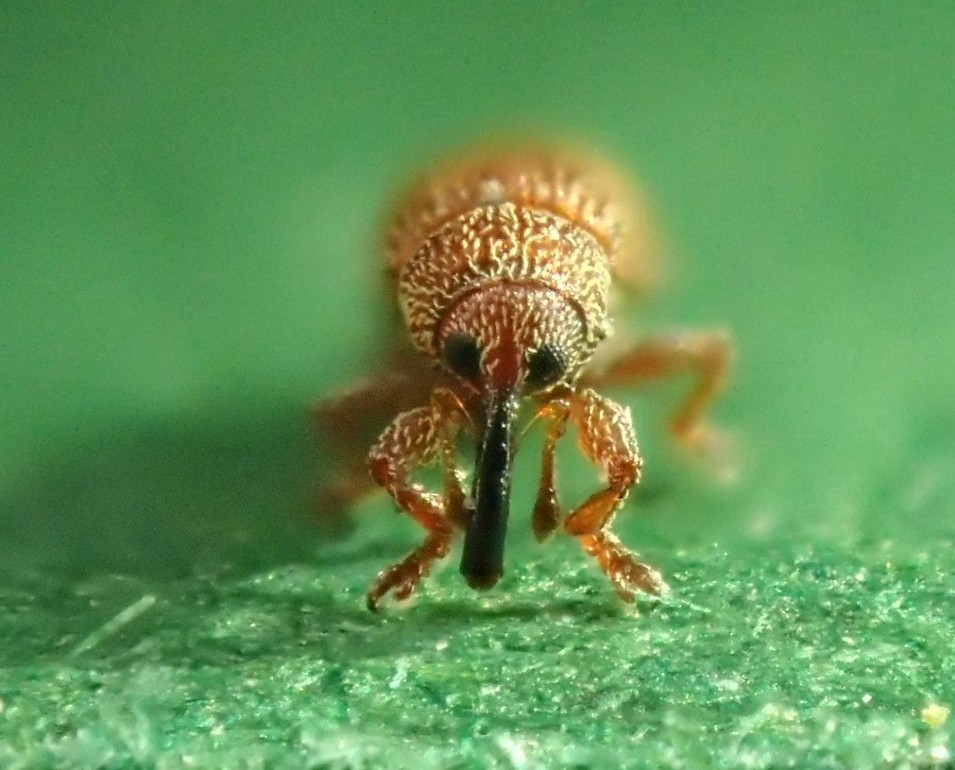
Frontansicht
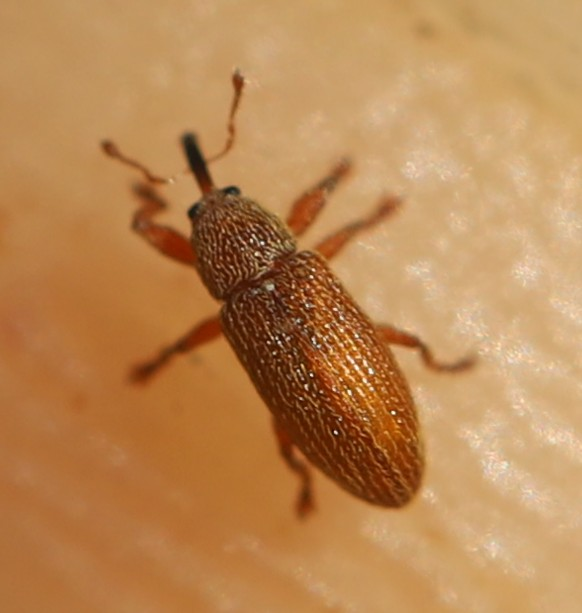
Dorsalansicht
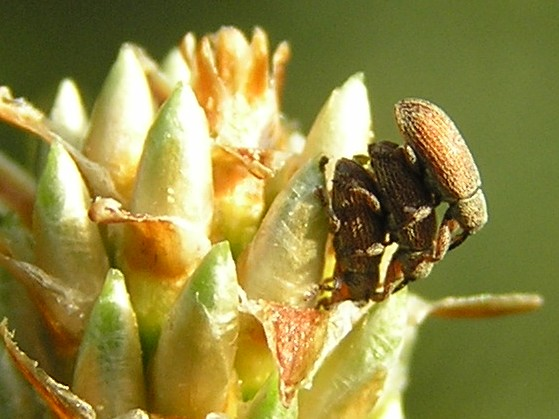
Paarung
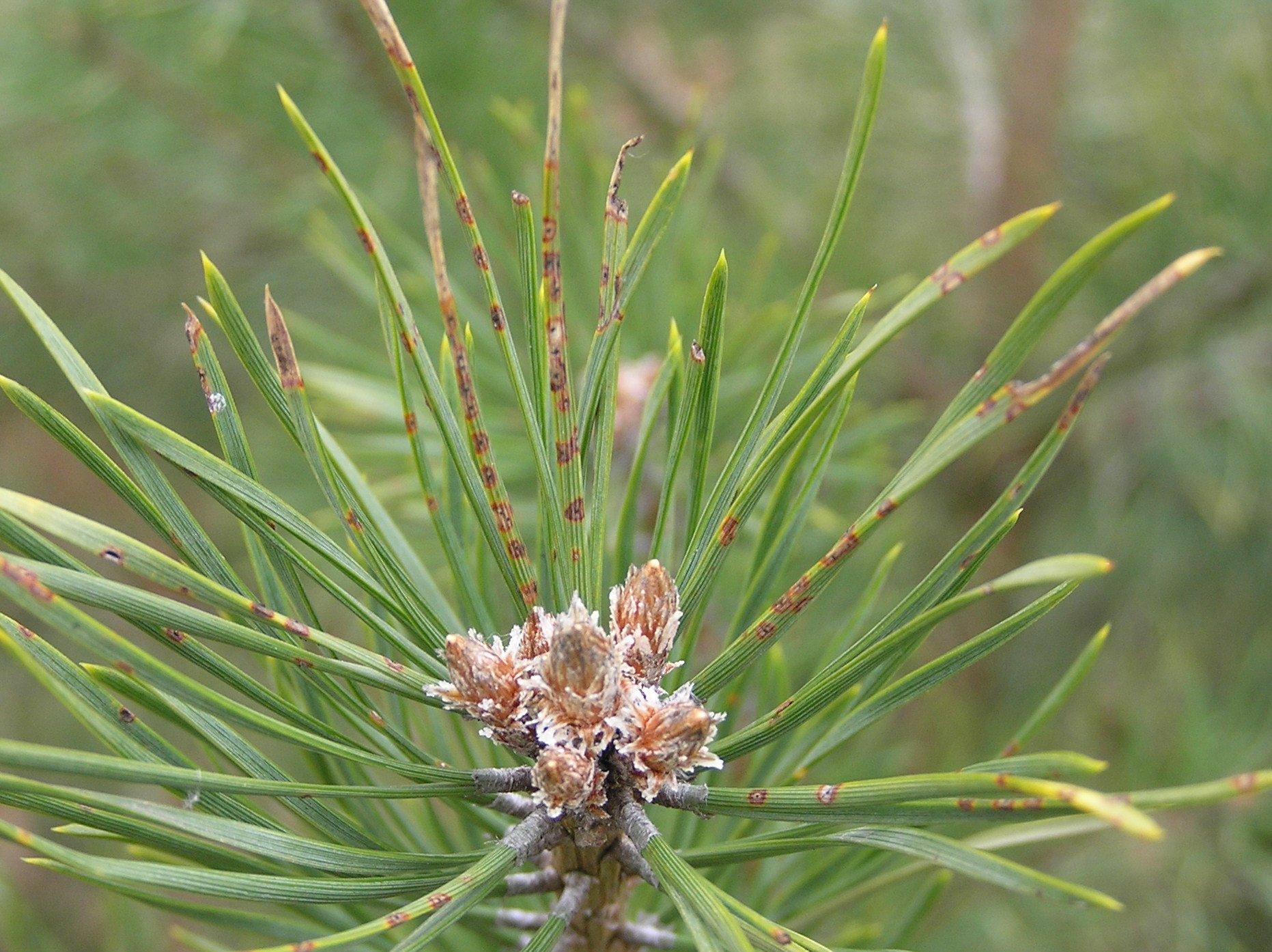
Lochfraß der adulten Käfer